# Geosat
Geosat（英語：GEOdetic SATellite），亦称大地测量卫星，是美国海军在1985年至1990年间运营的卫星测高任务，主要用于军事、大地测量学和海洋学方面的研究，具体目标包括为海军提供全球的格网测高数据、研究海洋锋面、漩涡、风浪、冰川地形及海面地形等。Geosat在当地时间1985年3月12日从美国西海岸的范登堡空军基地发射升空，先后执行了为其18个月的大地测量任务和为期三年的精密重复任务。后因技术故障，Geosat被迫于1990年1月提前终止所有任务。
Geosat是20世纪80年代唯一运行的卫星测高任务，提供了世界上首个覆盖全球的、长期的高精度测高数据集，在物理海洋学、大地测量学、地球物理学和冰川学等研究中发挥了重要作用。Geosat卫星的成功运行标志着卫星测高技术进入了成熟阶段。:195

## 运营管理
Geosat最初是由美国海军的海军研究办公室管理，后管理权转交至海军电子战系统司令部（现称海军信息战系统司令部）。約翰·霍普金斯大學應用物理實驗室（JHU/APL）设计和制造了用于Geosat任务的航天器及其有效载荷，并负责任务的具体操作。此外，JHU/APL、海军的水面武器中心及海洋研究与发展活动，以及美国国家海洋和大气管理局共同负责数据接收、整理、加工及存档和发布的服务。

## 任务类型

### 大地测量任务
大地测量任务（英語：Geodetic Mission，缩写：GM）是Geosat的首要任务，其具体内容是提供密集的、全球范围的测高数据格网，以提高当时地球重力场模型的精度。Geosat载有一台雷达高度计，使其能以约5厘米的精度量测卫星至海面的相对距离。在GM任务中，Geosat运行在轨道倾角约108°、远地点高度814千米、近地点高度757千米、周期为100.6分钟的太阳同步极地轨道上。为了获取全球范围的格网数据，这些轨道在地球表面上的投影并不相互重叠，而是存在漂移。具体地，Geosat在执行GM任务期间的地面轨迹重复周期为23.07天，每一重复周期内绕地运行330圈，平均邻轨距离为4千米。
GM任务自1985年3月11日开始，于1986年9月30日结束，期间经过的地面轨迹长达2亿千米，共收集了约2.7亿个海面测高数据。

### 精密重复任务
在完成GM任务后，Geosat于1986年9月30日进入了与先前发射的Seasat相同的运行轨道，并在1986年11月8日至1990年1月间执行精密重复任务（英語：Exact Repeat Mission，缩写：ERM）。在进入ERM任务时，Geosat调整了轨道的偏心率和升交点等轨道参数，进入了与先前轨道相同倾角、但是更圆的近极地圆轨道上，运行的绕地周期为101分钟、重复周期为17.05天，每一重复周期绕地运行244圈。利用卫星自身的推力机动，卫星的星下点轨迹和预期轨迹的偏差能维持在1千米内。精密重复的轨道使得Geosat能在其地面轨迹上获得高质量的重复监测数据，从而精确地对海洋的锋面、漩涡等中、小尺度结构进行量测。

## 后续任务
Geosat的后续任务是后续大地测量卫星（英語：Geosat Follow On，缩写：GFO），该卫星搭载有水蒸气辐射计与雷达高度计，于1998年2月10日搭载金牛座運載火箭自范登堡空军基地发射，运行于与Geosat完全相同的轨道上。此外，GFO还配备了用于定轨的GPS接收机（虽然从未在运营中使用过）、多普勒接收机与激光回射器。GFO任务原定于2008年12月31日结束，但航天器的状态在2008年9月末突然恶化，控制人员将受到系统故障影响的GFO降低到一个处置轨道上，并在2008年11月25日将GFO的任务终止。
美国海军还曾计划于2014年发射名为GFO-2的后续任务，该卫星将搭载双波段高度计，而非先前任务中的单波段高度计。但在2010年6月30日，美国海军宣布取消了GFO-2任务。 